# Eupithecia iterata
Eupithecia iterata är en fjärilsart som beskrevs av András Vojnits 1980. Eupithecia iterata ingår i släktet Eupithecia och familjen mätare. Inga underarter finns listade i Catalogue of Life.